# Kawasaki Shōzō
Kawasaki Shōzō (川崎 正蔵?; Kagoshima, 2 dicembre 1837 – 2 dicembre 1912) è stato un imprenditore e armatore giapponese, fondatore della Kawasaki Heavy Industries.

## Biografia
Figlio di un commerciante di kimono, Kawasaki divenne ben presto un negoziatore negli acquisti dei materiali, vivendo a Nagasaki, unica città dell'epoca aperta agli scambi commerciali con l'estero.
Nel 1864 varò la sua prima nave, espandendo progressivamente i suoi interessi, incentrandoli prevalentemente sul commercio di zucchero dalle isole Ryūkyū.